# Witold Hulewicz

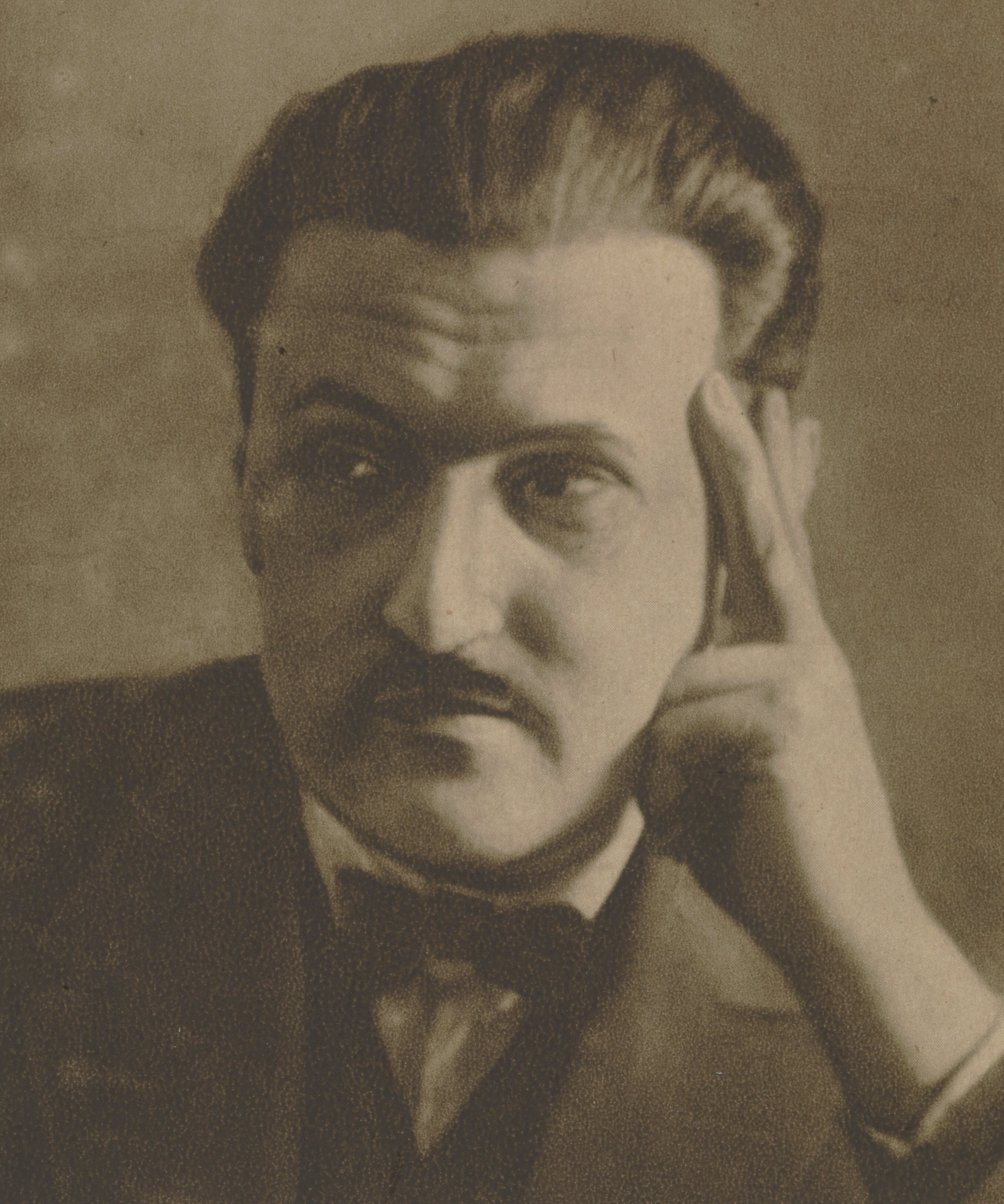
Witold Hulewicz, 1933

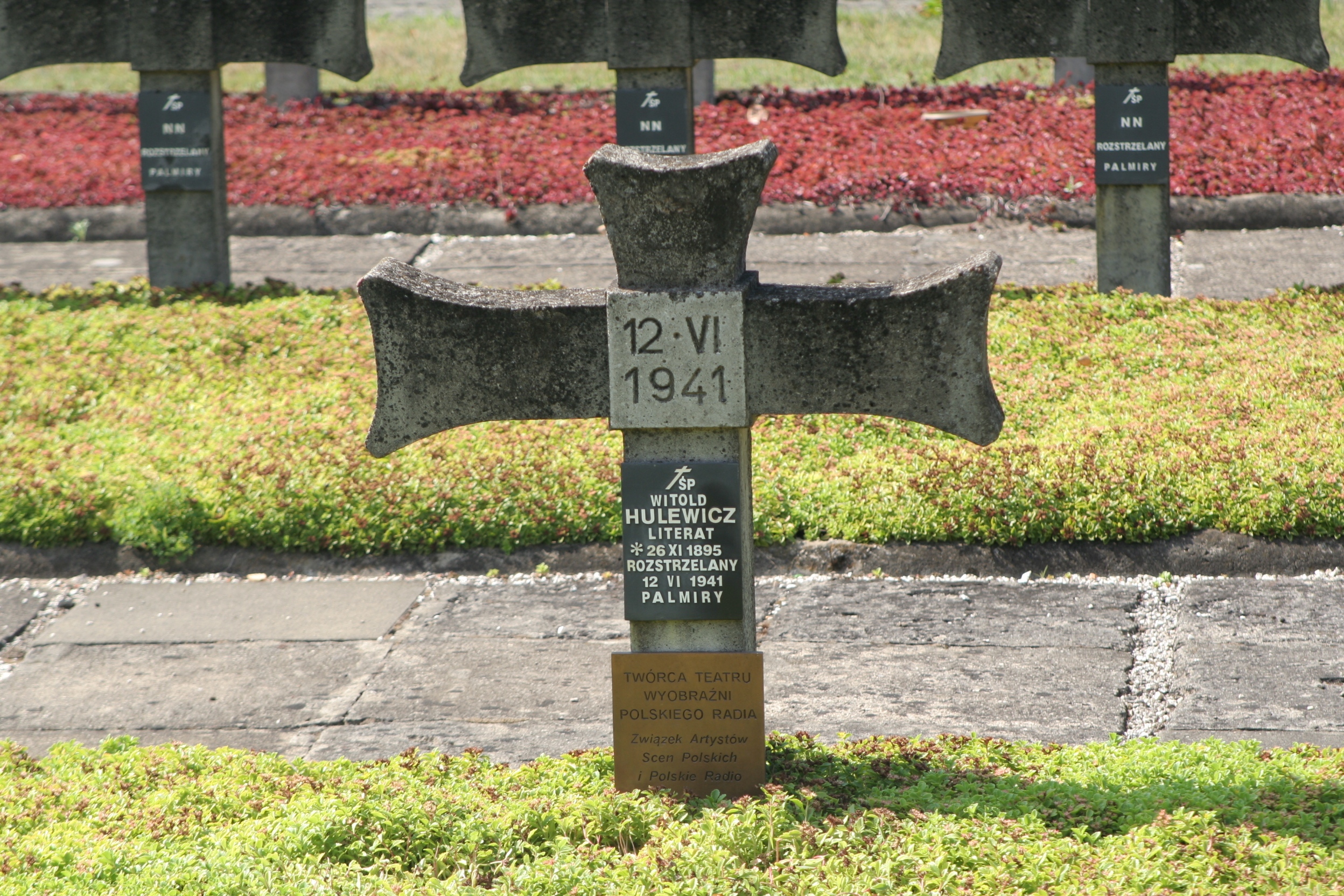
Grób Witolda Hulewicza w Palmirach

Witold Hulewicz ps. „Olwid” i „Grzegorz” (ur. 26 listopada 1895 w Kościankach, zm. 12 czerwca 1941 w Palmirach) – kapitan łączności Wojska Polskiego, poeta, krytyk literacki, tłumacz i wydawca.

## Życiorys
Syn Leona Hulewicza, wielkopolskiego ziemianina i Heleny z Kaczkowskich, pianistki. Witold miał trzy siostry: Stanisławę Ilińską (1885–1976), Antoninę (1890–1978), zamężną z Mściwojem Semerau-Siemianowskim i Katarzynę (1901–1907) oraz trzech starszych braci: Jerzego (1886–1941), Bohdana (1888–1968) i Wacława (1891–1985). 
Witold uczęszczał do progimnazjum w Trzemesznie oraz gimnazjum w Śremie, gdzie zdał maturę. Był członkiem skautingu i kółka samokształceniowego Towarzystwa Tomasza Zana.
Podczas I wojny światowej wcielony do armii niemieckiej i skierowany na front zachodni we Francji.  Po powrocie do Poznania w 1918 (zamierzał kontynuować studia humanistyczne) i po wybuchu powstania wielkopolskiego walczył po stronie powstańców – wraz z porucznikiem Kazimierzem Jasnochem organizował pierwszą kompanię łączności; z powstania wyszedł w stopniu kapitana. W 1934, jako oficer rezerwy pozostawał w ewidencji Powiatowej Komendy Uzupełnień Wilno Miasto. Posiadał przydział w rezerwie do Kadry 3 Batalionu Telegraficznego w Grodnie.
Dalsze studia kontynuował na Uniwersytecie Poznańskim i na Sorbonie w Paryżu. Witold Hulewicz był współwydawcą „Zdroju”, dwutygodnika literackiego utworzonego wraz z braćmi Jerzym i Bohdanem, przy wsparciu Stanisława Przybyszewskiego. W 1916 w Poznaniu założyli Spółkę Wydawniczą „Ostoja”, pismo zaczęło wychodzić od 1917. Utrzymało się tylko do 1922 – popadło w długi i na ich pokrycie Hulewiczowie zmuszeni byli sprzedać majątek rodowy Kościanki koło Strzałkowa (12 km na południowy wschód od Wrześni). Jeszcze w roku 1921 wraz z bratem Jerzym byli inicjatorami utworzenia poznańskiego oddziału Związku Zawodowego Literatów Polskich.
Jako poeta Witold Hulewicz pozostawał pod wpływem ekspresjonistów, publikował swoje wojenne utwory w „Zdroju”, wydane potem w 1921 tomiku liryków Płomień w garści, w 1927 opublikował powieść biograficzną o Beethovenie – Przybłęda Boży, tłumaczył m.in. Tomasza Manna, Johanna Goethego, a najwięcej – swego przyjaciela, poznanego podczas spotkania w Szwajcarii – poezji Rainera Rilkego. W 1925 namówił Juliusza Osterwę do przeniesienia z Warszawy do Wilna jego teatru-laboratorium „Reduta”. W klasztorze pobazyliańskim w Wilnie odkrył pomieszczenie, w którym władze carskie więziły filomatów, w tym młodego Mickiewicza; urządzał tam „Literackie Środy”. Był współzałożycielem (z Czesławem Jankowskim i Władysławem Zahorskim) i sekretarzem wileńskiego Związku Zawodowego Literatów Polskich.
Od grudnia 1927 był kierownikiem programowym Rozgłośni Wileńskiej Polskiego Radia (piątej uruchomionej w Polsce). Po ostrym konflikcie ze Stanisławem Catem-Mackiewiczem przeniósł się do Warszawy. Od 1935 do 1939 był w Warszawie szefem Działu Literackiego Polskiego Radia. Hulewicz jest autorem pierwszego dramatu napisanego specjalnie dla Teatru Polskiego Radia: Pogrzeb Kiejstuta. Napisał także opracowanie teoretyczne na temat tej formy radiowej pt. Teatr wyobraźni.
Podczas II wojny światowej był redaktorem naczelnym wydawanego w Warszawie konspiracyjnego pisma „Polska Żyje”. 2 września 1940 został aresztowany przez Niemców, prowadzenie pisma objął wówczas jego brat Jerzy. Szef Wydziału Propagandy Komendy Głównej Komendy Obrońców Polski. Osadzony na Pawiaku, wielokrotnie zabierany na przesłuchania na al. Szucha. 12 czerwca 1941 został rozstrzelany w Palmirach w zbiorowej egzekucji (razem z m.in. Stanisławem Piaseckim). Pochowany na cmentarzu w Palmirach. Jego brat Jerzy zmarł 1 lipca 1941 zaraz po tym, jak dotarła do niego wieść o rozstrzelaniu Witolda.
Był żonaty ze Stefanią z Ossowskich; jego żona została aresztowana 2 dni po nim, była więziona w obozie koncentracyjnym w Ravensbrück (po śmierci męża i powrocie z obozu wyszła za mąż za Tadeusza Przypkowskiego, zmarła w roku 1983).
Poezje Witolda Hulewicza ukazały się jeszcze w czasie wojny w wydanej w 1942 pod redakcją Czesława Miłosza podziemnej antologii Pieśń niepodległa, obok poezji Baczyńskiego, Staffa, Słonimskiego, Tuwima, Broniewskiego i innych.
W stulecie urodzin Hulewicza, w 1995, Zarząd Oddziału Warszawskiego Związku Literatów Polskich i Oficyna Literatów i Dziennikarzy „Pod Wiatr” ustanowiły doroczną nagrodę jego imienia, przyznawaną podczas Warszawskiej Jesieni Poezji. Nagroda im. Witolda Hulewicza jest przyznawana w dziedzinach twórczości literackiej, artystycznej i naukowej oraz działalności organizacyjnej i społecznej. W roku 2003 Agnieszka Karaś wyreżyserowała – w koprodukcji polsko-niemieckiej – film biograficzny Inny. Życie Witolda Hulewicza.
W roku 2012 powstało Stowarzyszenie im. Witolda Hulewicza, aby utrwalać pamięć Witolda Hulewicza; zapoznawać z jego życiem i twórczością oraz popularyzować jego postać za granicą, szczególnie na obszarze państw niemieckojęzycznych, z uwagi na wybitne zasługi Hulewicza jako tłumacza literatury niemieckiej.
Stowarzyszenie prowadzi działalność informacyjną, wydawniczą (m.in. wydaje czasopismo społeczno-kulturalne "Ostoja. Sztuka • Literatura • Społeczeństwo"), spotkania autorskie, sesje literackie i naukowe, konkursy i lekcje otwarte dla młodzieży w podobnym zakresie w przestrzeni publicznej, idąc za wzorem swojego Patrona. Utrzymuje kontakty z podobnymi stowarzyszeniami krajowymi i zagranicznymi.

## Przekłady Witolda Hulewicza
Pierwsze większe dzieło przetłumaczone przez Hulewicza to powieść Maxa Broda – Tycho Brahes Weg zu Got. Był to jedyny utwór tego pisarza przetłumaczony przez Witolda Hulewicza. Polskie tłumaczenie, pod tytułem Tycho de Brahe, ukazało się w 1922. Witold Hulewicz interesował się ekspresjonizmem niemieckim, a jego początkowa twórczość powiązana ze „Zdrojem” cechowała się elementami tego kierunku.  Max Brod posługuje się w powieści językiem naturalnym, czasem wzniosłym. Buduje zdania złożone, ale składniowo nieskomplikowane. Stosuje również liczne środki stylistyczne takie jak metafory, czy porównania. Tłumacząc utwór, Hulewicz utrzymał oryginalną budowę oraz formę powieści. Tłumaczenie cechuje się swoistą interpunkcją i wyrazami typowymi dla języka poetyckiego, co sprawia, że tłumaczenie wydaje się bardziej patetyczne niż oryginał.
Kolejny utwór przetłumaczony przez Hulewicza to powieść Tomasza Manna – Königliche Hoheit (Królewska Wysokość). W utworze tym Mann posługuje się trudnym, wymagającym językiem przesyconym ironią. Hulewicz dokonał jak dotąd jedynego przekładu tego utworu na język polski,  zachowując jego walory językowe. W ówczesnych recenzjach podkreślano zasługi tłumacza, dzięki któremu powieść dotarła do polskiego czytelnika. Ostatnim utworem przetłumaczonym przez Hulewicza był dramat Heinricha von Kleista – Penthesilea, którego polski przekład ukazał się w 1938 we Lwowie. Środki stylistyczne zastosowane przez Kleista sprawiają, że niewielu tłumaczy poza Hulewiczem podjęło się przetłumaczenia dramatu. W przeciwieństwie do oryginału napisanego wierszem białym, Hulewicz zastosował wiersz rymowany. Przekład ten spotkał się z pewną krytyką. Adolf Sowiński nie uznał tłumaczenia za całkowicie trafne. W artykule skrytykował tłumaczenie, twierdząc, że jest za mało bogate językowo zarówno pod względem składni, jak i leksyki. Z kolei w „Kurierze Warszawskim” w 1938 ukazała się recenzja Zygmunta Łempickiego, w której krytyk docenił doskonałą znajomość niemieckiego u tłumacza, zrozumienie stylu Kleista  oraz wyczucie językowe.

## Ordery i odznaczenia
- Krzyż Kawalerski Orderu Odrodzenia Polski (11 listopada 1936)[13]
- Złoty Krzyż Zasługi (13 czerwca 1930)[14]
- Medal Niepodległości – 19 grudnia 1933 „za pracę w dziele odzyskania niepodległości”[15]
- Srebrny Wawrzyn Akademicki (2 listopada 1935)[16]